# Myotis sodalis
El murciélago de Indiana (Myotis sodalis) es una especie de murciélago de la familia de los vespertiliónidos. Se encuentra en América del Norte: desde el este de Oklahoma e Iowa hasta Michigan, Nueva York, Nueva Inglaterra, el norte de Nueva Jersey, el norte de Alabama y Arkansas. Antiguamente, también había una  población en el noroeste de Florida.

## Morfología
Hace entre 41 y 49 mm de longitud total. Tiene una envergadura de 240 a 267 mm, pesa 5-11 g. Tiene el pelaje fino y esponjoso de color gris castaño, con una porción basal negra en el dorso y menos brillante que el de otros murciélagos similares (como Myotis lucifugus). Las partes inferiores son de color canela. La nariz es rosa claro. Tiene las patas pequeñas con pelos cortos y escasos que no se extienden más allá de los dedos de los pies. Las orejas y las membranas alares tienen una apariencia opaca. No presenta dimorfismo sexual.

## Ecología

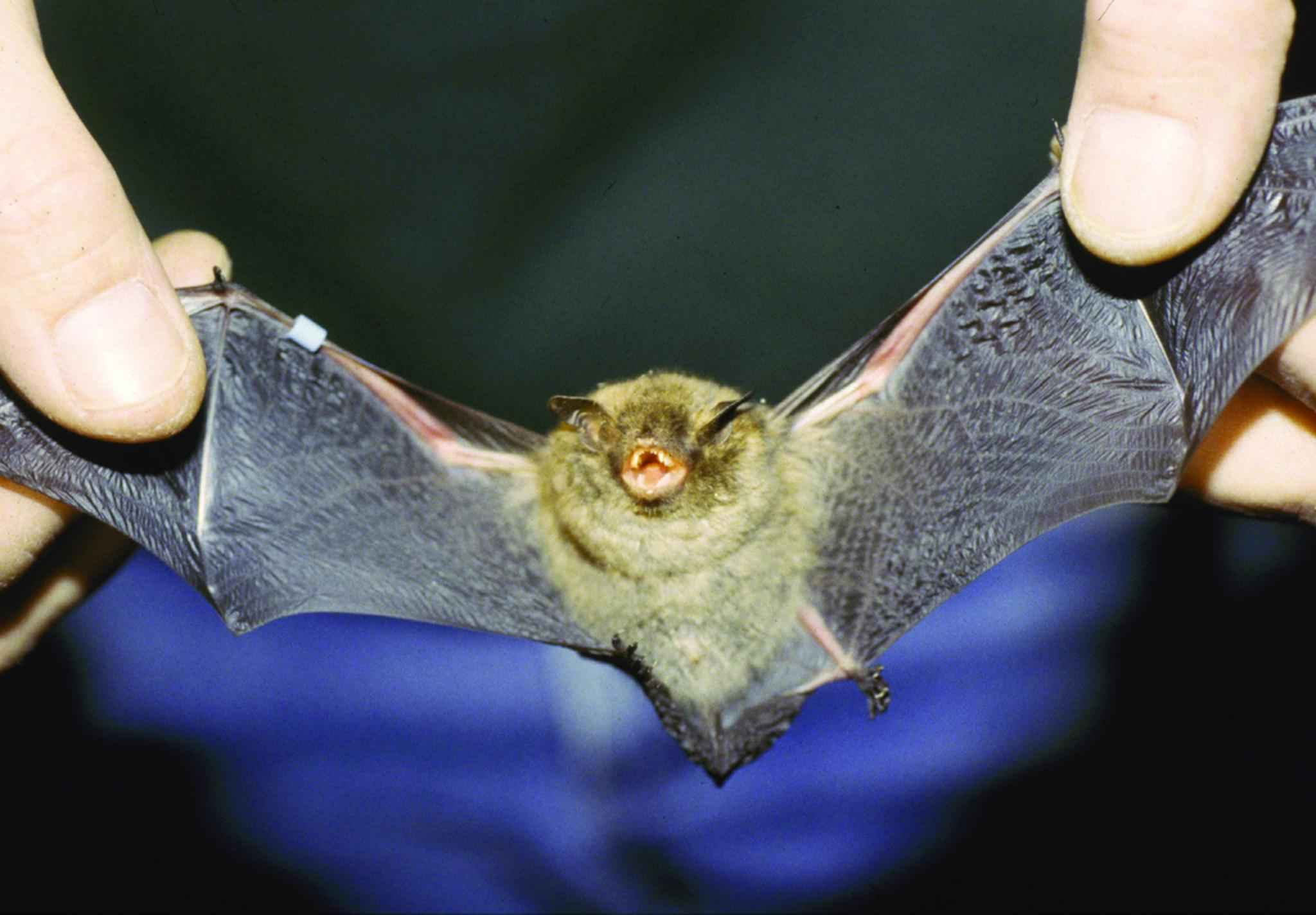
Myotis sodalis.

Emplea la ecolocalización y la vista para orientarse mientras vuela. Además, tiene un oído excelente y se comunican entre ellos utilizando el sonido.
Come coleópteros, polillas y otros insectos voladores. Puede consumir hasta la mitad de su peso corporal en insectos cada noche y, por lo tanto, su papel en el control de las poblaciones de insectos es muy significativo. Además, tiene un papel esencial en los ecosistemas de las cuevas, ya que lleva nutrientes en forma de guano que otras formas de vida aprovechan.
Para hibernar, prefiere cuevas de piedra caliza con temperaturas estables. En verano, los bosques de ribera son sus lugares preferidos para alimentarse y dormir.
Aparea en otoño y las hembras almacenan el esperma durante toda la hibernación para estar preñadas a finales de marzo o principios de abril. La gestación dura 60 días y tiene una sola cría a finales de junio o principios de julio, la cual será capaz de volar al cabo de un mes.
Las poblaciones septentrionales migran hacia Alabama, Tennessee, Kentucky, Indiana, Missouri y Virginia Occidental cuando llega el invierno. Se cree que la mitad de la población total de esta especie hiberna en el sur de Indiana. En verano, la hembra ocupa un territorio de, más o menos, 52 hectáreas. Una vez ha tenido su cría, la amplía hasta las 232 hectáreas. Puede llegar a vivir hasta los 14 años en estado salvaje. Al igual que todos los murciélagos, se considera un reservorio potencial de enfermedades como la rabia y la histoplasmosis.

## Estado de conservación
Ha desaparecido de la mayor parte de su distribución histórica del noreste de Estados Unidos por varios factores: la actividad humana (incluyendo el turismo y las estructuras construidas en las entradas de las cuevas para restringir el acceso humano, ya que obstaculizan el movimiento de los murciélagos y los flujos de aire, las temperaturas y los niveles de humedad del interior), los desastres naturales, la caza furtiva, la pérdida de su hábitat forestal y los plaguicidas.